# 漩门湾大桥
漩门湾大桥又称玉环漩门湾大桥，位于中国浙江省台州市玉环市。是中国首座月牙形单塔空间索面钢混组合梁斜拉桥，于2021年6月28日通车。

## 规划
2017年1月20日，漩门湾大桥及接线工程初步设计审查会召开，会议审查通过了工程初步设计。
2017年7月31日，漩门湾大桥及接线工程施工图审查会召开，会议审查通过了工程施工图。

## 建设
2017年10月12日，玉环市重大项目集中开工暨漩门湾大桥及接线项目开工仪式，在漩门湾大桥及接线项目工地隆重举行，这标志着工程正式开工建设。2018年3月29日，漩门湾大桥施工栈桥开工建设，这标志着工程进入实质性施工阶段。
2018年6月，漩门湾大桥首根桩基开始施工，主体工程施工拉开序幕。2019年1月，漩门湾大桥引桥首个水中承台成功完成浇筑，工程进入水中承台攻坚施工阶段。2019年9月，漩门湾大桥主塔D节段首个单元件顺利安装到位，2019年10月主墩承台完成浇筑，施工从下部逐渐转到上部。2020年6月，主桥钢梁顺利合龙。7月13日上午，漩门湾大桥主塔封顶。2021年6月28日大桥通车。

## 融资
2018年3月7日，玉环市漩门湾大桥及接线工程PPP投资协议签约仪式，在玉环市交通运输局举行。王庆飞、马建勇分别代表玉环市交通运输局、中交二公局签署了《漩门湾大桥PPP投资协议》。

## 影响
当玉环漩门湾大桥建成通车后，将会爆破拆除原先于1977年建设完成并承担临时道路通行功能的漩门大坝。玉环岛也将从半岛恢复至原本的海岛形态。这会使得乐清湾与漩门湾之间的水系得以连通，待开启漩门二期和三期工程的水闸，进行水体交换后，会使乐清湾的水质有所改善。

## 技术资料
- 工程全长：3.394km
- 主线全长：1.58km
- 漩门湾大桥：670.8m
- 漩门隧道：235m
- 隧道高度：5.0m
- 大桥主跨：120+75=195m
- 主塔高度：63.111m
- 主塔样式：顺桥向为“月环”形，横桥向为H形索塔。
- 支线全长：1.814km
- 高架全长：1566m
- 桥梁宽度：39m（主桥）、38m（引桥）、19.5m（支线高架桥）
- 设计时速：60km/h（主线）、50km/h（支线地面）、80km/h（支线高架桥）
- 支线路基宽度：36.5m
- 车道：双向六车道（主线）、双向四车道（支线）[11]

## 图库

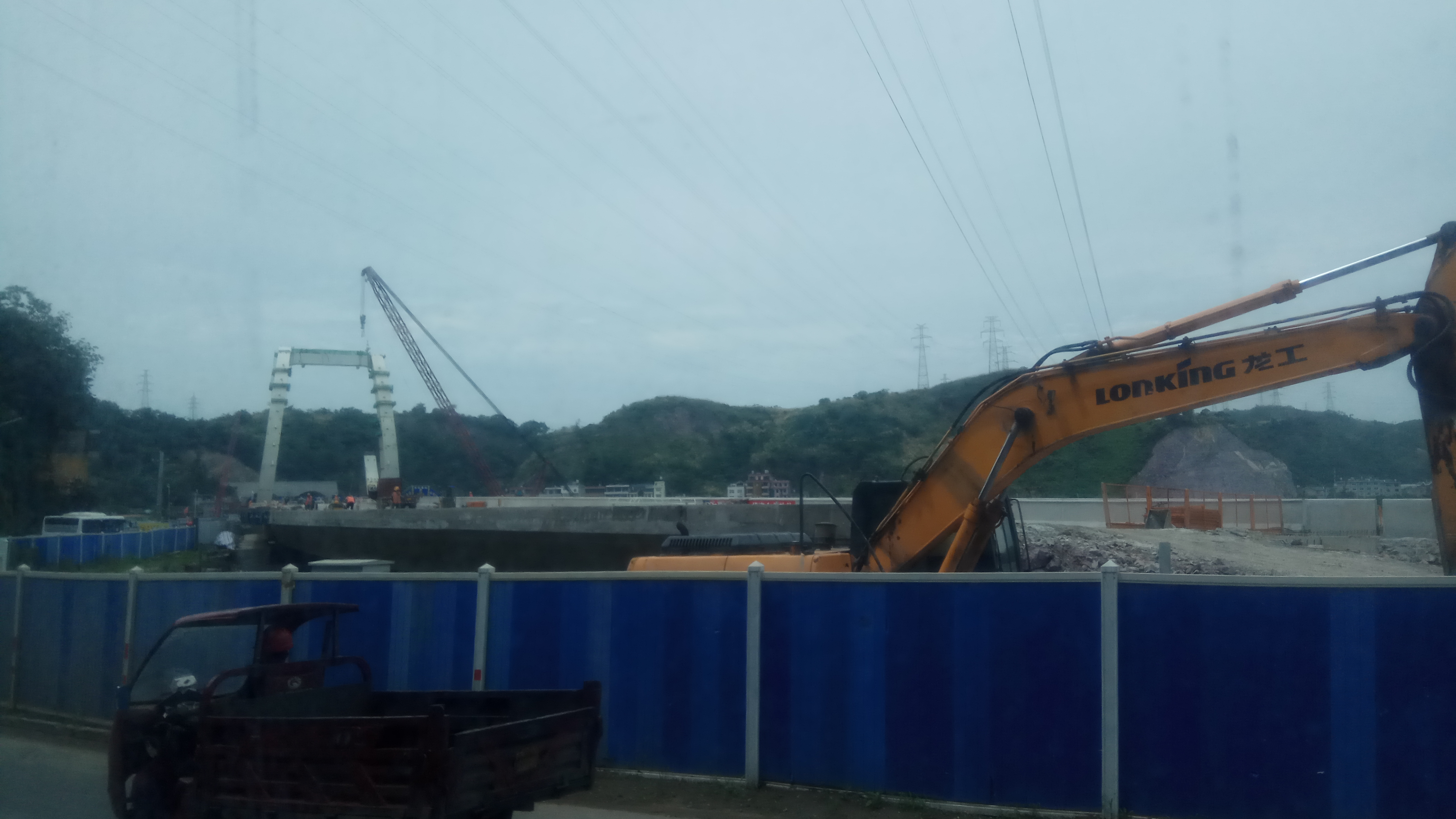
正在施工的漩门湾大桥局部，摄于2020年4月
- 正在施工的漩门湾大桥局部，摄于2020年7月，此时主塔（月环）已接近结顶